# امامزادة سلطان غيب (مقاطعة فيروزآباد)
امامزادة سلطان غيب (بالفارسية: امامزاده سلطان غیب) هي قرية تقع في قسم جايدشت الريفي (مقاطعة فيروزآباد) في إيران.